# Олькуський повіт
Олькуський повіт (пол. powiat olkuski) — один з 19 земських повітів Малопольського воєводства Польщі.
Утворений 1 січня 1999 року в результаті адміністративної реформи.

## Загальні дані
Повіт знаходиться у північно-західній частині воєводства.
Адміністративний центр — місто Олькуш.
Станом на 1.01.2008 населення становить 113 993 осіб, площа 618,11 км².

## Демографія
Демографічні дані повіту станом на 30.06.2005:
|       | Всього  | Всього | Жінки  | Жінки | Чоловіки | Чоловіки |
| ----- | ------- | ------ | ------ | ----- | -------- | -------- |
|       | осіб    | %      | осіб   | %     | осіб     | %        |
| Повіт | 114 426 | 100    | 58 547 | 51,2  | 55 879   | 48,8     |
| Міста | 57 402  | 100    | 29 648 | 51,6  | 27 754   | 48,4     |
| Села  | 57 024  | 100    | 28 899 | 50,7  | 28 125   | 49,3     |